# Caruachidam
De Caruachidam (Hidroeléctrica Francisco de Miranda en Caruachi) is een Venezolaanse stuwdam in de rivier de Caroní in de staat Bolívar  in Venezuela.
De dam ligt ongeveer 59 kilometer stroomafwaarts van de Guridam. Er zijn twaalf kaplanturbines, de laatste werd in 2006 in gebruik genomen.

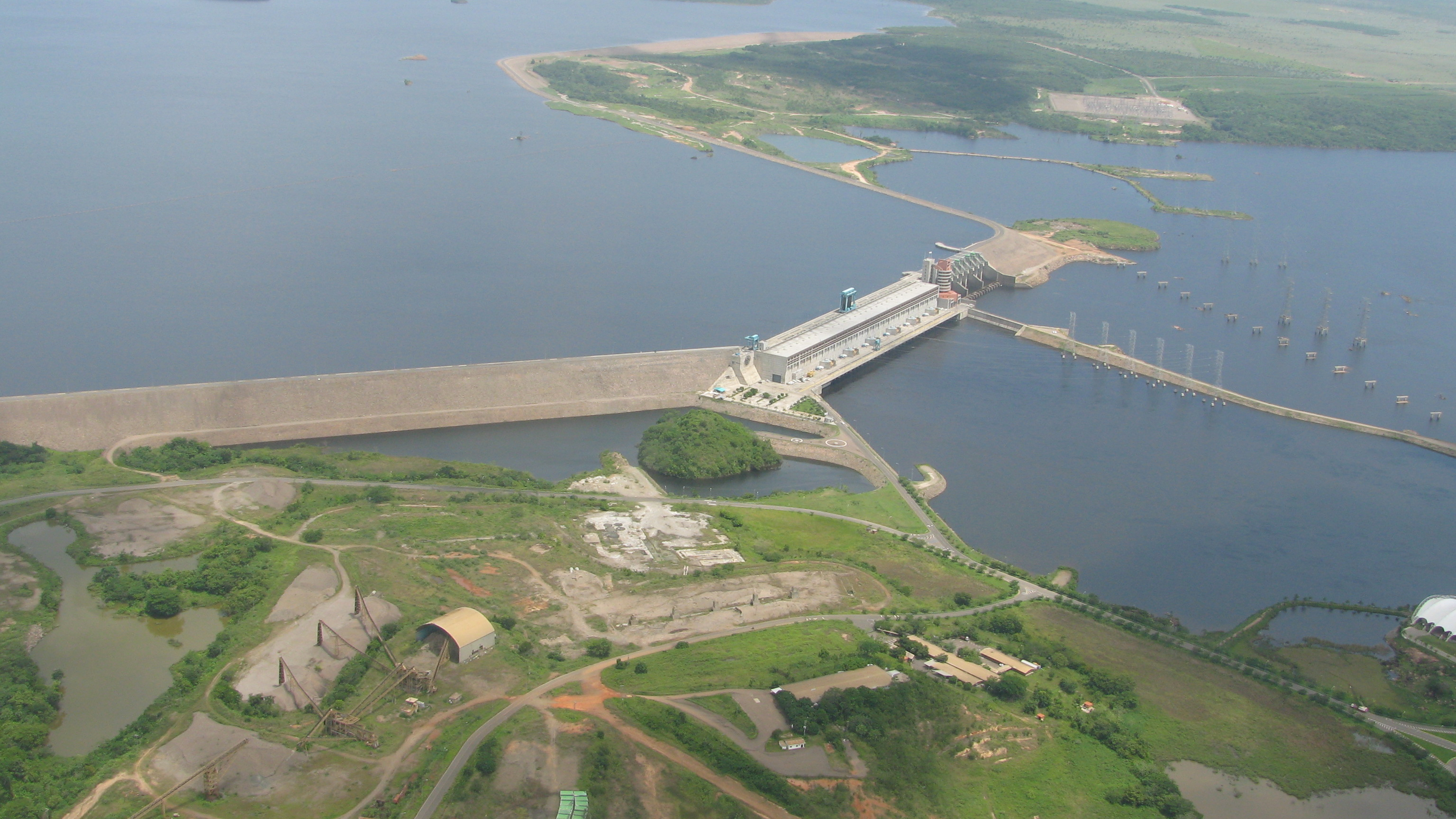
luchtfoto van de dam uit 2008